# Арци, Шломо
Шломо Арци (ивр. שלמה ארצי‎) (род. 26 ноября 1949, Алоней-Абба) — израильский фолк-роковый автор-исполнитель и композитор. За время своей карьеры продал более 1,5 миллиона дисков, является самым успешным певцом на музыкальной сцене Израиля.
Родители Шломо пережили Холокост, его отец Ицхак Арци был депутатом израильского кнессета. С 12 лет Шломо пел и играл на гитаре в ансамбле скаутов, с 16 — сочинял музыку и тексты, выступал перед солдатами в составе организованного им дуэта с одноклассницей Riki Gal.
Через полтора года после начала службы в армии Шломо получил травму, в результате чего был переведен из артиллеристов в ансамбль военно-морского флота, где стал одним из ведущих солистов.
В 1970 году Арци, ещё находясь на военной службе, занял первое место на Израильском фестивале песни с синглом «Питом ахшав, питом хайом» («Ни с того ни с сего сейчас, ни с того ни с сего сегодня», другое название — «Ахавтиа» — «Я её полюбил»). По итогам года эта песня первое место в чартах, а Арци получил титул «Певец года». В том же году он выпустил свой первый альбом.
В 1975 году Шломо Арци принял участие в конкурсе «Евровидение» с песней «Ат ве-ани» («Ты и я»), к которой он сам написал музыку.
Очень успешными были альбомы Арци «Гевер холех леибуд» («Мужчина теряет свое я», 1977), «Тиркод» («Пляши», 1984), «Лайла ло шакет» («Неспокойная ночь», 1986), «Хом юли огуст» («Июльско-августовская жара», 1988), «Яреах» («Месяц», 1992), «Шнаим» («Вдвоем», 1996, 160 тысяч экземпляров), «Цимаон» («Жажда», 2002, 150 тысяч экземпляров), «Шфуим» («В адеквате», 2007, 150 тысяч экземпляров). Всего Шломо Арци выпустил более 20 альбомов.
В 1995 году Шломо принял участие в записи диска, посвященного памяти Ицхака Рабина, в альбом вошли две его песни.
С 1980 года по сей день Арци ведёт собственное еженедельное шоу на радио «Галей Цахаль» под названием «Од ло шабат» («Пока ещё не суббота»).
В марте 2012 года Шломо Арци выпустил свой 23-й альбом под названием «Ошер Экспресс» (Счастье экспресс). Альбом, состоящий из 12 авторских песен, продюсировал Патрик Сибаг, музыкальная редакция диска — Бен Арци (старший сын знаменитого певца, музыкант и исполнитель).
Альбом включает ряд дуэтов с другими «звёздными» исполнителями, такими, как Арик Айнштейн, Дуду Таса, Авраам Таль, в записи некоторых песен принимал участие Амир Дадон.
В 2016 году Арци выпустил новый альбом «Кацефет». В 2018 году он записал два сингла «Summer Made Good For Me» с музыкальным продюсером Джорди и «Beach Lovers Lovers», продюсером которого является Isle of Zig.